# Comuna Læsø
Læsø (Læsø Kommune) este o comună din regiunea Nordjylland, Danemarca, cu o suprafață totală de 118,4 km² și o populație de 1.839 de locuitori (2013).